# Nikolai Alexandrowitsch Alexejew (Aktivist)

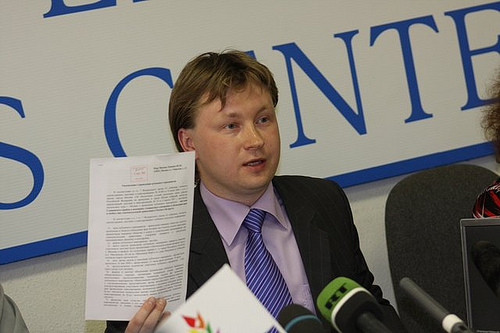
Nikolai Alexejew bei einer Pressekonferenz am 5. Mai 2009

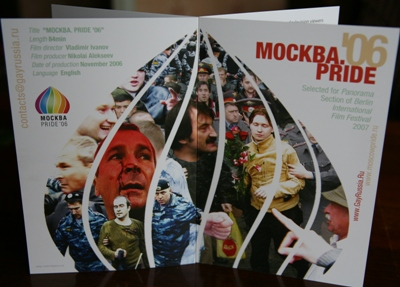
Broschüre produziert für den Film Moscow Pride ’06

Nikolai Alexandrowitsch Alexejew (russisch Николай Александрович Алексеев; * 23. Dezember 1977 in Moskau) ist ein russischer Jurist, LGBT-Aktivist und Publizist. In den vergangenen Jahren hat er sich hauptsächlich für das Recht auf Versammlungsfreiheit von Lesben und Schwulen in Russland eingesetzt, und zwar in seiner Rolle als Organisator des Moscow Pride, der seit Beginn 2006 regelmäßig vom Moskauer Oberbürgermeister Juri Luschkow verboten wurde.

## Leben
Geboren und aufgewachsen in Moskau, schloss Alexejew sein Studium an der Lomonossow-Universität mit einem Diplom mit Auszeichnung ab. Nach seinem Abschluss nahm er am Doktoranden-Programm seiner Fakultät teil, aber er musste die Universität verlassen, nachdem bekannt wurde, dass er eine Arbeit über die Rechte von sexuellen Minderheiten in Russland und der Welt schrieb. Sein Streit gegen die Universität an russischen Gerichten schlug fehl, worauf er sich an den Europäischen Gerichtshof für Menschenrechte in Straßburg, Frankreich wandte. Noch schwebt dieses Verfahren.
Im Jahr 2005 gründete er das Projekt Gayrussia.ru, es wurde sehr schnell die Hauptinformationsquelle für die Situation von LGBT in Russland und eine treibende Kraft für gleiche Rechte für LGBT in Russland. Im Juli 2005 sprach Nikolai Alexejew erstmals die Idee eines Moscow Pride bei einer Pressekonferenz aus. Der Moscow Pride wurde bisher regelmäßig durch den Moskauer Oberbürgermeister Juri Luschkow verboten, der diese als „Satanshow“ bezeichnete.
Nikolai Alexejew ist der Produzent des Dokumentarfilms Moskva Pride ’06, der die Ereignisse um den ersten Moscow Pride am 27. Mai 2006 zeigt.
Der Dokumentarfilm East/West – Sex & Politics von Jochen Hick folgt den Versuchen von Nikolai Alexejew, den Moscow Pride in 2007 zu organisieren.

## Derzeitige Posten
- Kopf des Projektes Gayrussia.ru[5]
- Hauptorganisator des Moscow Pride seit 2006[6]
- Vizepräsident des International Day Against Homophobia[7]
- InterPride-Director für Osteuropa

## Kampf für die Rechte von Schwulen und Lesben in Russland und Belarus
Der Juli 2005 kann als Startpunkt von Nikolai Alexejews Kampagnen gesehen werden. Der Plan, einen Gay Pride in Moskau abzuhalten, wurde von ihm während einer Pressekonferenz am 28. Juli 2005 ausgesprochen. Er beantwortete die Frage einer Journalistin: „Und was plant die schwule Community in Russland?“ Nachdem Alexejew geantwortet hatte, kontaktierte Interfax den Oberbürgermeister von Moskau, Herrn Juri Luschkow, und fragte ihn, ob er eine solche Veranstaltung genehmigen würde. Juri Luschkow bedachte bei seiner Antwort nicht, welche Folgen diese haben würde: „Ich bestehe auf dem Schutz der Interessen der Bürger in Moskau, die ein solches Vorhaben auf keinen Fall unterstützen werden.“ Ursprünglich abgehalten wurde die Pressekonferenz, um auf die Situation von Schwulen im Iran aufmerksam zu machen, die mit der Todesstrafe bedroht werden.
Die Aufmerksamkeit der Massenmedien zu erzeugen wurde eine der zentralen Strategien von Nikolai Alexejew. Er gab an, dass vor dem Moscow Pride Schwule und Lesben in Russland stets in negativer Art und Weise porträtiert worden sind. Der Moscow Pride „zeigt, dass Schwule und Lesben nicht bereit sind, vor Homophobie zu kapitulieren.“ Zum ersten Mal „haben die Massenmedien Interesse gezeigt, über Homosexualität in Russland zu berichten.“
Im November reisten Nikolai Alexejew und drei weitere Aktivisten aus Russland nach Belarus und hielten dort ein Seminar mit einer Gruppe von schwulen und lesbischen Aktivisten in Minsk ab. Die Aktivisten kamen darin überein, in Zukunft zusammenzuarbeiten, und gründeten die Slavic-Pride-Bewegung. Alexejew arbeitet mit der Gruppe „Gaybelarus“ und deren Anführer Sergey Androschenko zusammen.

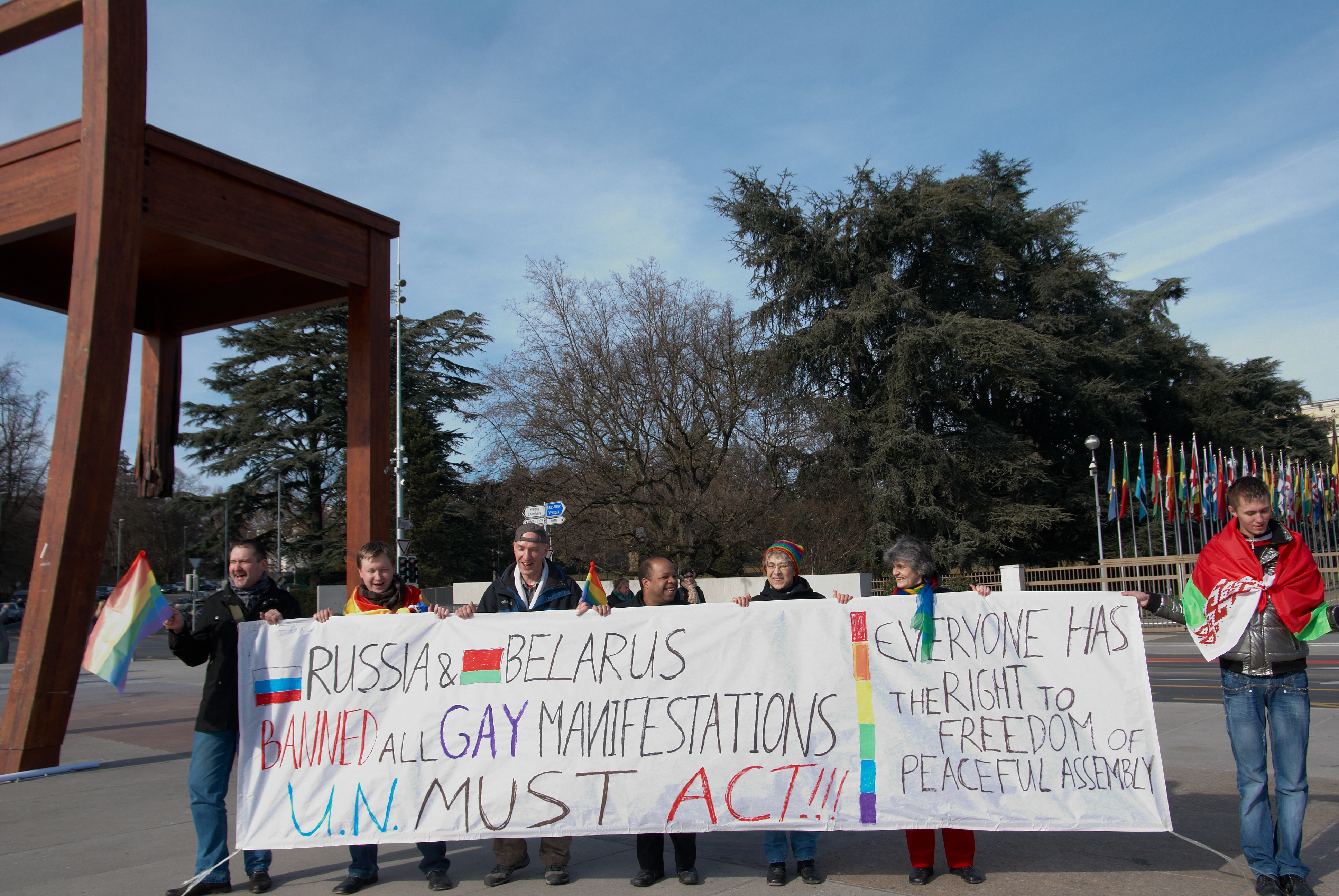
Protest der Gruppen Gayrussia und Gaybelarus in Genf, Schweiz, am 16. Februar 2009 vor dem Sitz der Vereinten Nationen.

Im Februar 2009 hat Nikolai Alexejew Sergey Androschenko eingeladen, an einer Reise zu verschiedenen europäischen Institutionen teilzunehmen, zum Beispiel dem Europaparlament, der Europäischen Kommission, dem Europarat sowie den Vereinten Nationen in Genf.
Am 26. September 2009 haben die Gruppen Gayrussia und Gaybelarus eine LGBT-Konferenz in Minsk, Belarus, im 5-Sterne-Hotel Crown Plaza organisiert. Die Konferenz selber wurde unter der Schirmherrschaft des International Day Against Homophobia veranstaltet. Die Delegation der Europäischen Kommission in Belarus hat ihre politische Unterstützung für die Veranstaltung zugesichert. Jean-Eric Holzapfel, Leiter der Europäischen Kommission in Belarus, betonte in seiner Eröffnungsrede die Notwendigkeit der Bekämpfung von Homophobie in Europa und in Belarus im Besonderen. Auch Vertreter der schwedischen, französischen und ungarischen Botschaft sowie ein Vertreter der Organisation Civil Rights Defenders (ehemals schwedisches Helsinki-Komitee) waren als Beobachter anwesend. Die Konferenzteilnehmer diskutierten und verabschiedeten eine gemeinsame Resolution zu den Rechten der Homosexuellen, Bisexuellen und Transgender in Belarus. Der Text, der Präsident Aljaksandr Lukaschenka, der belarussischen Regierung und dem Parlament übermittelt wurde, beinhaltet die Forderung nach dem Verbot der Diskriminierung aufgrund der sexuellen Orientierung und Geschlechtsidentität, die Verfolgung von Hassreden, die Anerkennung der Rechte von gleichgeschlechtlichen Paaren und die Anerkennung des 17. Mai als Tag gegen Homophobie. Des Weiteren wurden die Behörden zur Unterstützung des Slavic Pride in Minsk am 15. Mai 2010 aufgefordert.
Am 15. September 2010 wurde Alexejew vom russischen Geheimdienst FSB auf dem Moskauer Flughafen verhaftet. Es wird laut dem Bundestagsabgeordneten Volker Beck angenommen, dass Alexejew gezwungen werden soll, seine für den 21. September angekündigte Demonstration gegen den Moskauer Bürgermeister Luschkow abzusagen. Alexejew wird vorgeworfen, Klage beim Europäischen Gerichtshof für Menschenrechte (EGMR) gegen die Moskauer Stadtregierung eingereicht zu haben. Diese hatte eine von Alexejew angemeldete Demonstration polizeilich verboten. Alexejew solle gezwungen werden, seine Klagen zurückzunehmen sowie weitere zu unterlassen. Er kam wieder frei und meldete sich telefonisch bei Volker Beck, gegenüber dem er die Darstellung der Behörden bestritt.

## Zitate
„Konformismus und Passivität liegen nun hinter uns. Wir haben es geschafft, Leidenschaft und Hoffnung zu wecken, dieses wird den Weg in die Herzen vieler LGBT-Menschen in Russland finden und den Geist des Aktivismus wiedererwecken.“
„Ich dachte, daß das Hauptproblem der schwulen Community ein Mangel an finanziellen Mitteln ist, ich lag falsch. Das Entscheidende, was diese Bewegung braucht, ist Mut und ein Ideal, ohne ein Ideal ist nichts möglich.“
„Man kann nicht an Menschenrechten arbeiten, man kann nur an der Angelegenheit von Menschenrechten arbeiten. Der Kampf um Menschenrechte kann kein Job sein. Der Kampf um Menschenrechte ist stets ein Ideal.“